# Fiona Hall
Pour les articles homonymes, voir Hall.
Fiona Hall, née le 15 juillet 1955 à Swinton, est une femme politique britannique.
Membre des Libéraux-démocrates, elle est députée européenne de la circonscription d'Angleterre du Nord-Est du 10 juin 2004 au 2 juillet 2014.